# Mielóma multiplex
A mielóma multiplex vagy más néven plazmasejtes mielóma vagy Kahler-betegség az antitesteket termelő plazmasejtekből kiinduló rosszindulatú daganatos betegség. Mielóma multiplexben a tumoros plazmasejtek felhalmozódnak a csontvelőben és károsítják a normális vérképzést, valamint az esetek jelentős részében kóros antitestet, ún. paraproteint termelnek, mely a vesékben lerakódva vesekárosodást okozhat. A betegek kb. 90 százalékában a folyamat a csontokat is érinti, gyakoriak a csontfájdalmak, patológiás csonttörések pedig a betegek kb. 60 százalékában fordulnak elő.
A betegség diagnosztikájában a vér- és vizeletvizsgálatokkal (pl. szérum és vizelet fehérje elektroforézis) kimutatható az abnormális paraprotein jelenléte, illetve a magas vér kalcium szint, amely gyakori velejárója a betegségnek. Fontos még a csontvelő szövettani vizsgálata, illetve a különböző képalkotó vizsgálatok, különösen a csontérintettségek felderítésében.

A betegség kezelésére klasszikus kemoterápiás szereket, szteroidokat, proteaszóma inhibitorokat, immunmoduláns szereket és csontvelő átültetést alkalmaznak. A csontfájdalmak enyhítésére esetenként sugárkezelést végeznek, a törések pedig sebészi beavatkozásokat tehetnek szükségessé.

A betegséget gyakorlatilag gyógyíthatatlannak tartják, azonban a terápiák fejlődésével a betegek túlélése egyre jobban kitolódott, az 5 éves várható túlélés a konvencionális kezelések mellett a fejlett nyugati világban kb. 45 százalék, a 10 éves pedig 30 százalék körüli.

## Epidemiológia
A mielóma multiplex az összes daganatos megbetegedés kb. 1 százalékát teszi ki, azonban a hematológiai neopláziák 10 százaléka mielóma, ezzel a non-Hodgkin limfómák után a második leggyakoribb hematológiai daganatnak számít. Az összes daganatos halálozás 2 százalékáért felelős.

Elsősorban az időskor betegsége, a betegek 98 százaléka 40 év feletti, az átlagéletkor 69 év. Incidenciája a földrajzi helyzettől és rassztól függően változik, Európában, Amerikában, Ausztráliában magasabb, Ázsiában ritkábban fordul elő. Az Egyesült Államokban 2007 és 2011 között 6,1/100.000 fő volt az éves előfordulás, az afroamerikaiakban kétszer gyakrabban fordul elő, mint a kaukázusi fehér rasszban, ahol 4/100.000 incidenciát mutat. Nemek szerinti eloszlását tekintve férfiakban valamivel gyakoribb. Gyakorisága növekvő tendenciát mutat, 1990-ben világszerte 49.000 mielómás haláleset fordult elő, 2010-ben ez a szám már 74.000 volt.

A betegség kialakulásának oka ismeretlen, azonban egyes családokban halmozottan fordul elő.

## Tünetek
A mielóma multiplex több szervrendszert érintő, változatos tünettannal rendelkezik, amit nagyban befolyásol a termelt paraprotein mennyisége és típusa. A leggyakoribb tüneteket az angol CRAB rövidítés foglalja össze (C=emelkedett kalcium, R=renális elégtelenség, A=anémia, B=csont léziók).

### Csontérintettség
A betegek kb. 90 százalékában van csontérintettség. A mielómás gócokra a csont felszívódása jellemző (oszteolízis), képalkotó vizsgálatokkal rendszerint több, éles szélű, kerek csonthiány látható. A csont felszívódásának mechanizmusa nem minden részletében ismert, de az már bizonyított, hogy a mielómás tumorsejtek a csontok bontását fokozó anyagokat (pl. citokineket) termelnek. Szintén bizonyítást nyert, hogy jelentős mennyiségű szolubilis RANKL-t (angolul: Receptor Activator for Nuclear Factor κ B Ligand) képesek termelni, ami ugyancsak a csontokat bontó oszteoklasztokat aktiválja.
A csontok bontása miatt gyakori tünetek a hát- és derékfájdalmak, patológiás csonttörések, különösen a csigolyák összeroppanása. A csonttünetek fontosságát jól szemlélteti, hogy a betegek 70 százalékában a mozgásszervi panaszok, csontfájdalmak az első, a betegek által is észlelt tünetek, illetve a következményes fájdalom és rokkantság jelentősen rontja a mielómás betegek életminőségét. A csontok felszívódása során nagy mennyiségű kalcium szabadul fel, mely a vér kalcium szint következményes emelkedésével és más szervi tünetek megjelenésével jár.

### Vérszegénység
Vérszegénység (anémia) a mielómás betegek kétharmadában jelentkezik. Legfőbb oka a csontvelői vérképző sejtek kiszorítása a tumorsejtek által. Ismert, hogy a mielómasejtek több olyan citokint is termelnek (pl. IL-1, TNFα), amik csökkentik a csontvelői vörösvérsejtképzést, emellett a mielómában szintén gyakori vesekárosodás következtében csökken a vesékben a vérképzést fokozó eritropoetin hormon termelése. A vérszegénység a betegekben fáradékonyságot, általános gyengeséget, nehézlégzést és szapora szívdobogásérzést okozhat. A vérszegénység eritropoetin hormon adásával rendszerint kezelhető.

### Vesekárosodás

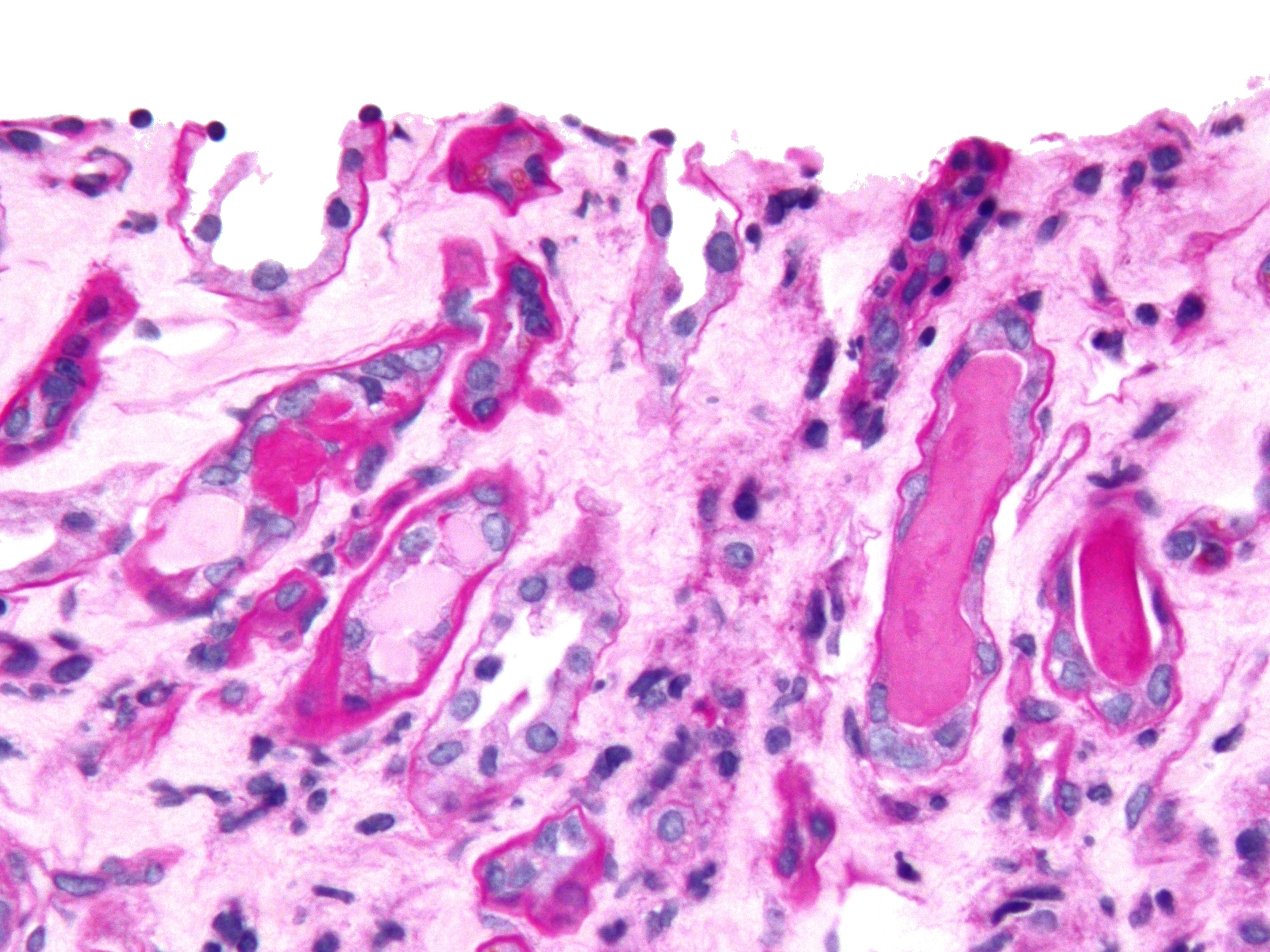
Mielómás vesekárosodás szövettani képe (PAS-festés). A vese tubulusokat PAS-pozitív (sötétlilás színű) homogén anyag (hialin), illetve PAS-negatív (világosabb) paraprotein tölti ki, amik elzárják azok lumenét

Mielóma multiplexben a vesék több ok miatt is károsodnak és a betegek durván felében alakul ki súlyos veseérintettség. Egyrészt a daganatos plazmasejtek kóros paraproteint (teljes immunglobulin molekulákat vagy csak annak könnyű láncát) termelnek. Ezek a keringésből a vesékbe jutnak, ahol lerakódnak, illetve méretüktől függően egy részük bekerül a vizeletbe. A lerakódó paraprotein a glomeruláris és tubuláris bazális membrán megvastagodásához, a tubulusok elzáródásához és a nefronok heges átalakuláshoz vezet. A tumorsejtek által termelt könnyűláncok emellett gyakran szisztémás AL típusú amiloidózist okoznak, ami a veséken kívül többek között a szívet, az emésztőrendszert és a tüdőket károsítja. A csontok bontása során felszabaduló kalcium a vesékben nefrokalcinózist okozva ugyancsak hozzájárul a vesefunkciók csökkenéséhez.

A veseérintettség klinikailag csökkent vesefunkciókban (pl. emelkedett szérum kreatinin) és fehérje vizelésben nyilvánul meg.

### Fertőzések
A mielómás betegekben a csökkent immunfunkciók miatt gyakoriak a fertőzések, amelyek egyben a betegség leggyakoribb közvetlen halálokait képezik. Leggyakrabban Gram-pozitív baktériumok általi fertőzések (pl. Streptococcus pneumoniae okozta tüdőgyulladás) fordulnak elő.

A mielómára jellemző immunhiány is többféle mechanizmussal alakul ki. Egyrészt a B-sejtek funkciózavara következtében csökkent a normális immunglobulinok termelése (poliklonális hipogammaglobulinémia). A csökkent ellenanyag szintek kedveznek a tokos baktériumok (pl. Pneumococcus, Hemophilus influenzae) okozta fertőzéseknek. Emellett leírták a helper T-sejtek aránytalanságait és más immunológiai eltéréseket is. A fertőzéseknek kedvez még a betegség terápiájában használt kemoterápiás és immunmoduláló szerek alkalmazása is.

### Idegrendszeri tünetek
Mielóma multiplexben sokféle neurológiai tünet jelentkezhet, a leggyakrabban a környéki idegrendszer érintett. A betegség során gyakoriak a különböző ideggyökök összenyomásából eredő fájdalmak, aminek legfőbb oka a csigolyák daganatos érintettsége, illetve az annak következtében esetlegesen kialakuló csigolyatörések. A betegek egy részében gerincvelői kompresszió alakul ki, ami erős hátfájással, a végtagok gyengülésével vagy bénulásával járhat. A daganatos plazmasejtek által termelt paraprotein és a vér viszkozitásának következményes növekedése, a vér magas kalcium szintje, a csökkent vesefunkciók következtében felhalmozódó anyagcseretermékek szintén idegrendszeri tüneteket okozhatnak. Jellemző panaszok a fejfájás, a látászavarok, valamint a fáradékonyság és a koncentrációképesség csökkenése, utóbbiak megjelenésében a társuló vérszegénység is szerepet játszik.

## Diagnosztika

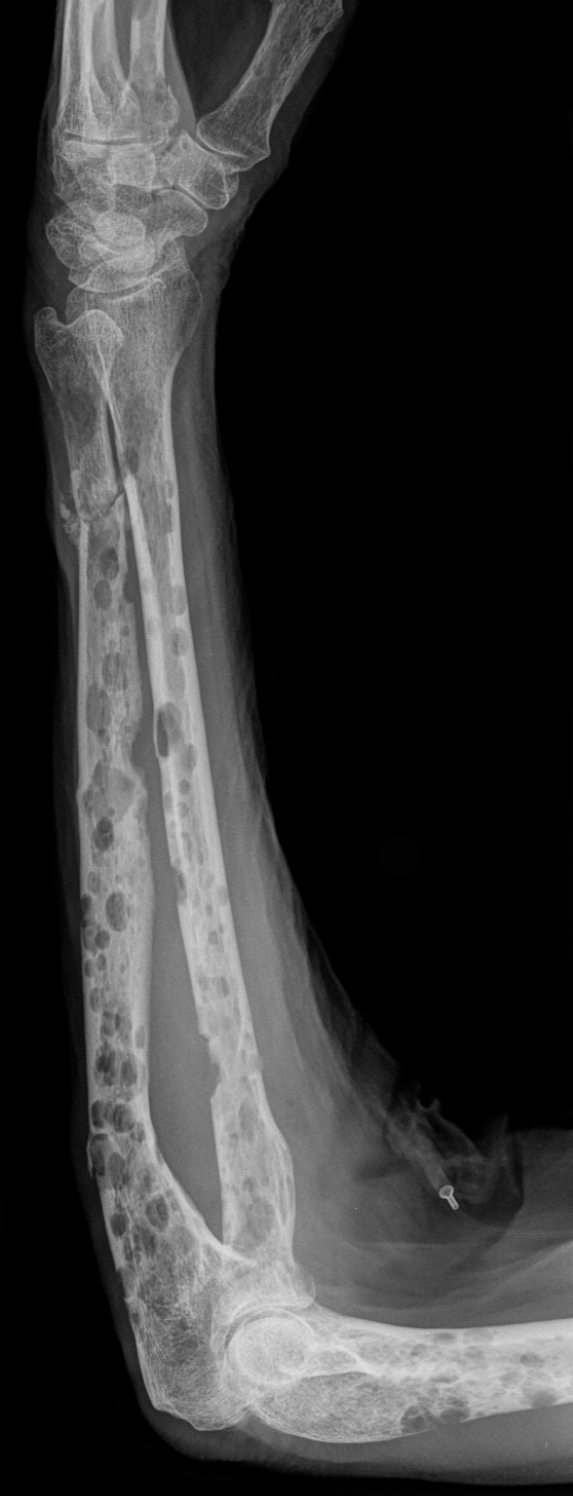
Körülírt csonthiányos gócok az alkarról készült röntgenfelvételen mielóma multiplexben. A képen a singcsont törése is látható

A mielóma multiplex diagnosztikájában alapvető a vér és a vizelet laborvizsgálata, a csontvelő szövettani vizsgálata, illetve a csontérintettség felmérése képalkotó vizsgálatokkal.

### Laborvizsgálatok

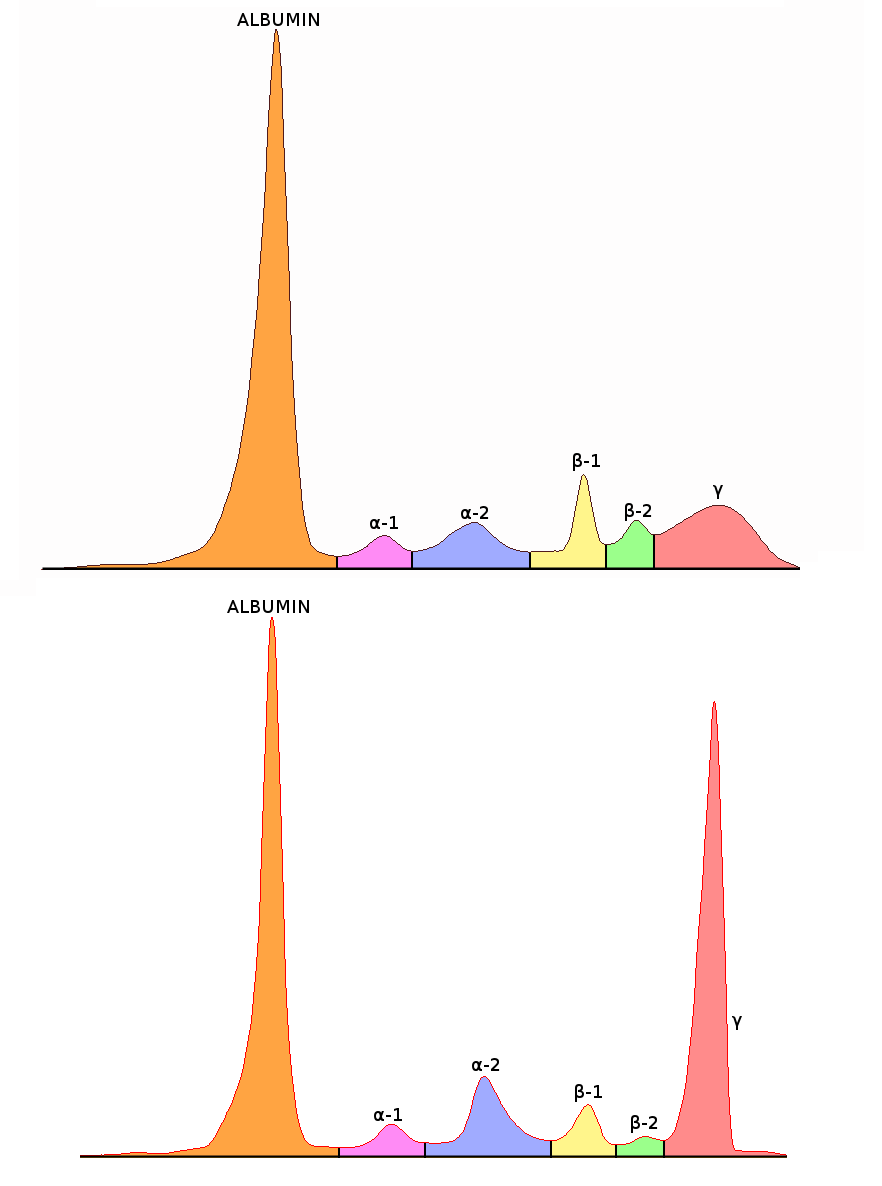
Fehérje elektroforézis vizsgálat sémás képe egy egészséges (felül) és egy mielómás beteg (alul) véréből, utóbbiban a gamma frakcióban (piros) a mononklonális gammopátiára jellemző ún. M-csúcs látható

A rutin vérvizsgálat során kimutatható a vérszegénység, a csökkent vesefunkciók, illetve a jelentősen gyorsult vérsejtsüllyedés, mely utóbbi a termelt paraproteinek következménye, akárcsak a vér összfehérje tartalmának növekedése. A vérszérumból végzett elektroforézis jellegzetes kóros, keskeny fehérjetöbbletet mutat az immunglobulinoknak megfelelő gamma frakcióban (monoklonális M-csúcs, monoklonális gammopátia), amely immunfixációval igazolhatóan monoklonális ellenanyagfelhalmozódás (paraprotein), vagyis egyetlen daganatos plazmasejt klónjainak terméke. A kóros paraprotein megjelenhet a vizeletben is (ún. Bence Jones fehérje), mely a vizeletből készült elektroforézissel kimutatható. Előfordul, hogy a daganatos plazmasejtek nem termelnek paraproteint, ekkor ún. nem-szekretoros mielóma multiplexről (NSMM) beszélnek, ami ritka variáns, az összes mielómás eset kb. 1-5 százalékát teszi ki. A diagnózist ilyenkor nehezíti, hogy nem mutatható ki monoklonális gammopátia a vérben, illetve kóros paraprotein a vizeletben. Amennyiben monoklonális ellenanyagtöbblet van jelen a betegben, de nem mutatható semmilyen szervi eltérés és a csontvelő szövettani vizsgálata is negatív, akkor ún. nem meghatározott jelentőségű monoklonális gammopátiáról (MGUS) beszélnek, amelyet a betegség előalakjának tartanak, évente az ilyen betegek kb. 1 százalékában jelenik meg mielóma multiplex.

A daganatos plazmasejtek nagy számban megjelenthetnek a vérben is plazmasejtes leukémiát okozva, ami egy ritka, nehezen kezelhető és rossz prognózisú altípus.

### Képalkotó vizsgálatok
A képalkotó vizsgálatokat a csontérintettség kimutatására használják, ami a betegség stádiummeghatározásának egyik fontos eleme. Éppen ezért mielóma multiplexben az egész testet lefedő vizsgálatokra van szükség a csontrendszerről. A közönséges röntgenfelvétel a legrégebb óta elérhető vizsgálat, melyen éles szélű, sokszor csoportosan elhelyezkedő csonthiányok (oszteolítikus gócok), illetve diffúz csontritkulás (oszteoporózis) láthatók. A CT az előbbinél érzékenyebb módszer, kisebb elváltozások is detektálhatók a segítségével, és megvan az az előnye, hogy egyetlen vizsgálattal leképezhető az egész test, ugyanakkor nagyobb sugárterhelést jelent a betegnek. Az MRI is alkalmazható vizsgálóeljárás, mellyel különösen a gerincvelő vagy a kilépő ideggyökök összenyomásának mértéke határozható meg jól, illetve képes a csontvelőben található mielómás gócokat elkülöníteni az ép csontvelőtől akkor is, ha még nem alakult ki csontlézió. További előnye, hogy egyáltalán nem jár sugárterheléssel. Az izotópdiagnosztikai módszerek közül alkalmazzák a 99mTc-sestamibi szcintigráfiát, illetve a PET-et, amely utóbbihoz 18-FDG radiofarmakont használnak. A CT-t és a PET-et egyesítő PET-CT vizsgálat is végezhető, bár mielómában jelenleg nem tartozik a rutin diagnosztikai módszerek közé.

A 2009-es nemzetközi ajánlás szerint mielómában kötelező a csontok radiológiai vizsgálata, minimum követelményként a mellkas, a koponya, a nyaki, mellkasi és ágyéki gerinc, a medence, valamint a felkar- és combcsontok, illetve panasz esetén a panaszos terület vizsgálatát említik.

### Mikroszkopikus leírás

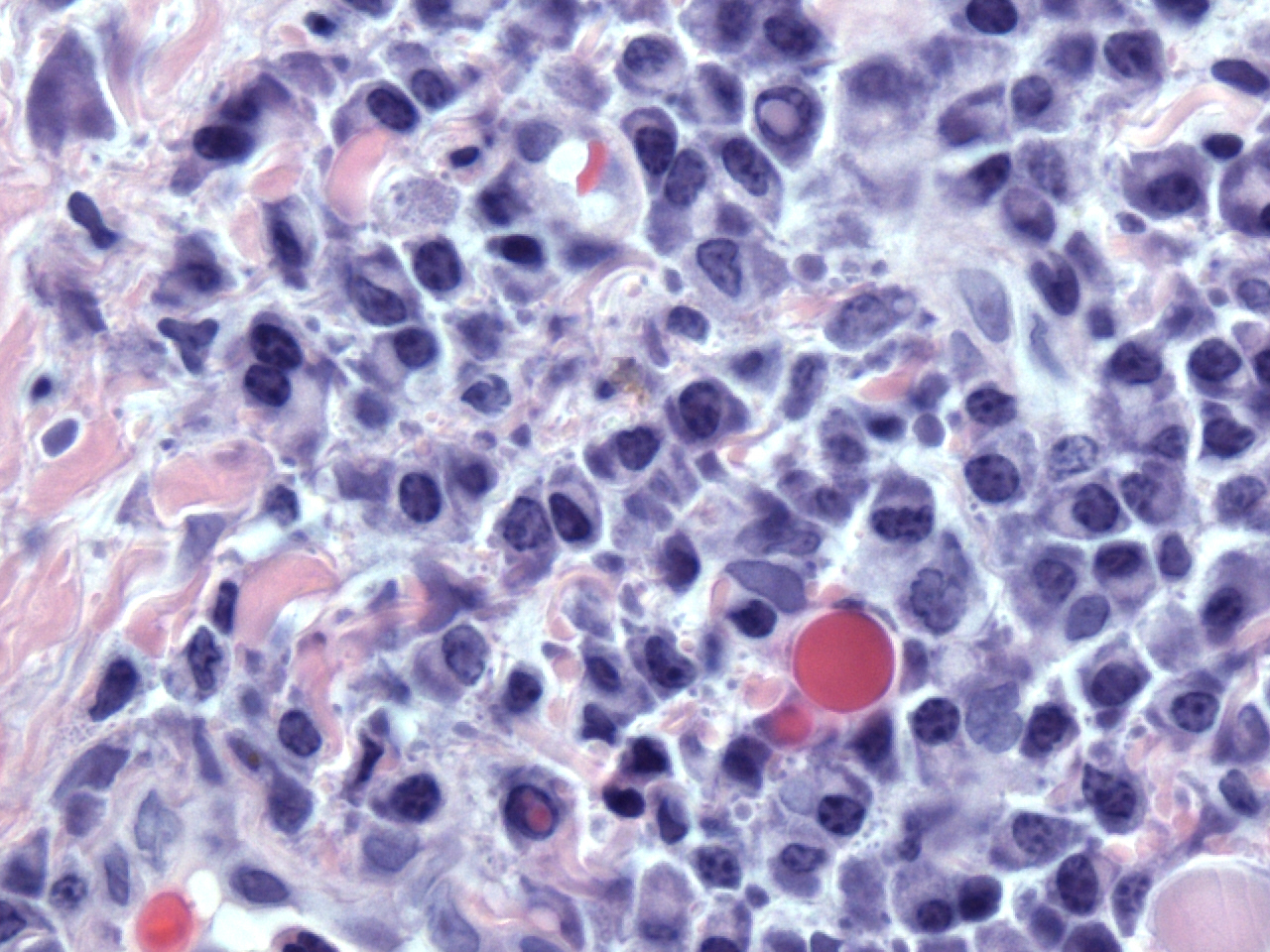
Atípusos plazmasejtek Russel és Dutcher testekkel

A WHO a plazmasejtes daganatokat, beleértve a plazmasejtes mielómát is, az érett B-sejtes non-Hodgkin limfoid neopláziák közé sorolja. Szövettanilag a tumor plazmasejtek csoportjaiból álló ún. plazmocitóma. A csontvelőben normálisan is találhatók plazmasejtek, melyek rendszerint néhány sejtből álló kisebb csoportokat képeznek elszórtan a csontvelő állományában. Ezzel szemben a mielómás plazmasejtek sok sejtből álló csomókat képeznek, és kiszorítják a normális vérképző elemeket. Amennyiben a csontvelői sejtek több mint 10 százaléka monoklonális plazmasejt, mielóma multiplex diagnosztizálható, azonban a WHO a diagnózishoz szükséges minimális számot nem határoz meg, mivel a tünetekkel is rendelkező mielómás betegek kb. 5 százalékában 10 százalék alatti a plazmasejtek aránya a csontvelőben. Plazmocitóma nem csak a csontvelőben lehet, a lágyrészekben is megjelenhet. A tumorban érett, éretlen és anaplasztikus plazmasejtek egyaránt előfordulhatnak.

A mielómasejtek kóros ellenanyagot (paraprotein) termelnek, amely kimutatható a citoplazmájukban, azonban a sejtfelszínen nem jelenik meg. Ezek sokszor zárványokat képeznek a citoplazmában (Russel testek) és a sejtmagban (Dutcher testek). Mivel mindegyik tumorsejt egyetlen kóros plazmasejt utódja, az összes által termelt ellenanyag azonos, vagyis egymással megegyező izotípusú nehéz és könnyű láncokból állnak. Az esetek 85 százalékában a tumorsejtek mind nehéz, mind könnyű láncot termelnek, 15 százalékban azonban csak könnyű láncot. Mivel a daganatsejtek által termelt immunglobulin könnyű lánca azonos izotípusú, ennek kimutatása immunológiai módszerrel (pl. immunhisztokémia vagy áramlási citometria) igazolja a monoklonalitást. A diagnózisban és az egyéb tumorok elkülönítésében segít még a sejtek immunfenotípusának ismerete, vagy annak meghatározása, hogy milyen molekulák találhatók a sejtek felszínén és a citoplazmájukban, amire leginkább az áramlási citometriai vizsgálat alkalmas. A normális plazmasejtekkel ellentétben CD38, CD138 és CD56 pozitivitással bírnak, emellett az egészséges plazmasejtekre jellemző antigének közül a mielómasejtek nem, vagy csak gyengén expresszálják a CD19 és CD20 molekulákat.

### Genetikai eltérések
Mielóma multiplexben gyakoriak a különböző genetikai aberrációk, fluoroszcens in situ hibridicázióval (FISH) vizsgálva gyakorlatilag minden esetben kimutatható valamilyen kromoszóma hiba. A számbeli eltérések közül mono- és triszómiák egyaránt előfordulhatnak. Genetikai szinten alapvetően két csoportot különböztetnek meg, a hiperdiploid, azaz a normálisnál nagyobb DNS tartalmú formát (h-MM) és nem-hiperdiploid (nh-MM) mielómát. Előbbire inkább számbeli eltérések, azon belül is főleg triszómiák jellemzőek és kedvezőbb kórlefolyással társul, míg utóbbit a strukturális kromoszóma hibák, elsősorban a transzlokációk jellemzik, és rosszabb prognózist valószínűsít a beteg számára. A ploiditás stabilnak tekinthető, a betegség lefolyása alatt nem változik.

A 13-as kromoszóma deléciója és monoszómiája a betegek felében van jelen, és rossz prognózist valószínűsít, bár ebben nem magának a hibának van szerepe, hanem annak, hogy gyakran társul a kedvezőtlen kromoszóma transzlokációkkal jellemezhető nem-hiperdiploid mielómával (nh-MM). A p53 tumor szuppresszor gént érintő 17p13 deléció a betegegek 10 százalékában van jelen és egyértelműen rossz prognózist jelent.

Transzlokációk közül kiemelendő a t(4;14)(p16;q32), ami a 4-es kromoszómán található fibroblaszt növekedési faktor receptor-3 (FGFR3) és a 14-es kromoszómán kódoló immunglobulin nehéz lánc gének egymás mellé kerülésével, következetesen fokozott FGFR3 átírással jár. A t(4;14) transzlokáció a beteg számára kedvezőtlen prognózist, rövidebb várható túlélést valószínűsít. Ugyancsak kedvezőtlen a C-maf gént érintő t(14;16)(q32;q23) transzlokáció, ami a betegek kb. 5-7 százalékában fordul elő.

Szintén fontos a betegek 15 százalékában jelen lévő t(11;14)(q13;q32), ahol a sejtciklus szabályozásában részt vevő ciklin D1 gén transzlokálódik. Ez az eltérés a betegség egy klinikailag viszonylag jól meghatározható altípusára jellemző, azonban a túlélésre nincs érdemben hatással.

A Nemzetközi Mielóma Munkacsoport (angolul: International Myeloma Working Group) 2009-es ajánlásában a diagnózist követően minimum a 17p deléció, a t(4;14) és a t(14;16) transzlokációk vizsgálatát javasolja (pl. FISH módszerrel), mivel ezekről bizonyított, hogy kedvezőtlen kórlefolyást jelentenek.

### Diagnosztikus kritériumok
2003-ban egy nemzetközi kritériumrendszer született, mely három fő kategóriát különböztetett meg, a tünetekkel járó mielóma multiplexet, a tünetmentes mielómát, és a nem meghatározható jelentőségű monoklonális gammopátiát (MGUS, angolul: Monoclonal gammopathy of undetermined significance). A plazmasejtes daganatok kritériumait 2009-ben részlegesen átdolgozták.
| A mielóma multiplex és az MGUS diagnosztikai kritériumai: |
| MGUS (mindháromnak teljesülnie kell) |
| --- |
| vérszérum monoklonális fehérje < 30 g/l |
| csontvelőben a monoklonális plazmasejtek aránya < 10% |
| CRAB tünetek hiánya (magas kalcium, veseérintettség, vérszegénység, csontléziók) |
| Tünetmentes mielóma multiplex (mindkettőnek teljesülnie kell) |
| vérszérum monoklonális fehérje ≥ 30 g/l és/vagy a csontvelőben a monoklonális plazmasejtek aránya ≥ 10% |
| CRAB tünetek hiánya |
| Tünetekkel járó mielóma multiplex (mindháromnak teljesülnie kell) |
| csontvelőben a monoklonális plazmasejtek aránya ≥ 10% |
| kóros paraprotein jelenléte a vérben/vizeletben (kivétel:nem-szekretoros mielóma) |
| CRAB tünetek jelenléte: - vér kalcium szint ≥ 2,75 mmol/l - szérum kreatinin szint ≥ 173 μmol/l - normocitás, normokróm anémia, a vér hemoglobin < 100 g/l, vagy több mint 20 g/l-el a normálérték alatt - csontléziók: lítikus gócok, súlyos csontritkulás vagy patológiás csonttörés |

## Stádiumbeosztás
A mielóma multiplex stádiumbeosztására két stádiumbeosztást használnak. 1975-ben publikálták a Durie-Salmon-féle beosztást, amelyet mind a mai napig használnak. Felhasználást limitálja, hogy a csontérintettségek radiológiai megítélése sokszor szubjektív, a vizsgálatot leletező orvos értékelésétől függ. A Durie-Salmon-féle besorolásnál egyszerűbb, nemzetközileg meghatározott stádiumbeosztást 2005-ben dolgozták ki.
| A mielóma multiplex stádiumbeosztásai:                                                | A mielóma multiplex stádiumbeosztásai: | A mielóma multiplex stádiumbeosztásai: |
| Durie-Salmon-féle besorolás:                                                          | Durie-Salmon-féle besorolás: | Durie-Salmon-féle besorolás: |
| Stádium                                                                               | Kritérium | Kritérium |
| ------------------------------------------------------------------------------------- | --- | --- |
| I.                                                                                    | Mielómás sejttömeg maximum 600x109/m² és az alábbiak közül mindegyik teljesül: - vér hemoglobin > 100 g/l - szérum kalcium < 2,7 mmol/l - oszteolítikus góc nincs, vagy csak egyetlen csont plazmocitóma van - monoklonális szérum IgG < 4 g/l, IgA < 3 g/l - vizelet könnyű-lánc ürítése < 4 g/24 óra | Mielómás sejttömeg maximum 600x109/m² és az alábbiak közül mindegyik teljesül: - vér hemoglobin > 100 g/l - szérum kalcium < 2,7 mmol/l - oszteolítikus góc nincs, vagy csak egyetlen csont plazmocitóma van - monoklonális szérum IgG < 4 g/l, IgA < 3 g/l - vizelet könnyű-lánc ürítése < 4 g/24 óra |
| II.                                                                                   | Mielómás sejttömeg 600x109/m² és 1200x109/m² közötti és sem az I., sem a II. stádiumnak nem felel meg | Mielómás sejttömeg 600x109/m² és 1200x109/m² közötti és sem az I., sem a II. stádiumnak nem felel meg |
| III.                                                                                  | Mielómás sejttömeg 1200x109/m² feletti és az alábbiak közül legalább egy teljesül: - hemoglobin < 100 g/l - szérum kalcium > 2,7 mmol/l - több, mint 3 oszteolítikus csontlézió - monoklonális szérum IgG > 7 g/l, IgA > 5 g/l - vizelet könnyű-lánc ürítése > 4 g/24 óra                              | Mielómás sejttömeg 1200x109/m² feletti és az alábbiak közül legalább egy teljesül: - hemoglobin < 100 g/l - szérum kalcium > 2,7 mmol/l - több, mint 3 oszteolítikus csontlézió - monoklonális szérum IgG > 7 g/l, IgA > 5 g/l - vizelet könnyű-lánc ürítése > 4 g/24 óra                              |
| A stádiumot még a szérum kreatinin módosítja, A, ha < 173 μmol/l; B, ha > 173 μmol/l. | | |
| A 2005-ös nemzetközi beosztás:                                                        | | |
| Stádium                                                                               | Kritérium | Várható túlélés (hónapok) |
| I.                                                                                    | - szérum β-2 mikroglobulin < 3,5 mg/l - szérum albumin > 3,5 g/dl | 62 |
| II.                                                                                   | - szérum β-2 mikroglobulin < 3,5 mg/l, vagy 3,5 és 5,5 mg/l közötti - szérum albumin < 3,5 g/dl | 44 |
| III.                                                                                  | - szérum β-2 mikroglobulin > 5,5 mg/l | 29 |

## Kezelése
A mielóma multiplexet gyógyíthatatlan kórképnek tartják, a kezelések célja a daganatos plazmasejtek számának és ezáltal a betegség tüneteinek csökkentése, a beteg életminőségének javítása, valamint a túlélésének meghosszabbítása. A mielóma előalakjának számító monoklonális gammopátiát (MGUS), illetve a tünetmentes mielómát általában nem kezelik, csak rendszeres kontrollvizsgálatokkal megfigyelik a beteget, és amennyiben aktivizálódik a kórkép, megindítják a kezelést. A mielómás beteg kezelését alapvetően meghatározza, hogy végezhető-e a betegben csontvelő átültetés. A sikeres kezeléseket követően elért hatás időleges, a betegség előbb-utóbb kiújul, mely ismételt kezeléseket tesz szükségessé, a kórkép a terápiák hatására krónikus, vissza-visszatérő jelleget ölthet. A betegség ezalatt sok szövődménnyel járhat, amelyek kiegészítő kezeléseket igényelhetnek. Ezek közül kiemelendőek a fertőzések, illetve a csontrendszert és a veséket érintő komplikációk mellett a hematológiai és a neurológiai szövődmények.

Az új terápiás lehetőségek mellett a mielóma multiplex kezelése meglehetősen költséges és komoly anyagi terhet ró az egészségügyi ellátórendszerekre. Több szerző is hangsúlyozza a terápiás tervek racionalizálásának fontosságát, de abban mindegyik egyetért, hogy a költségcsökkentés nem lehet a kezelésben elsődleges szempont, és arra is rávilágítanak, hogy a legolcsóbb kezelések nem feltétlenül a leggazdaságosabbak is.

A betegség jellegéből adódóan fontos a betegek pszichés és szociális támogatása is.

### EMN 2014-es ajánlása

A bortezomib szerkezeti képlete

Az Európai Mielóma Hálózat (angolul: European Myeloma Network, EMN) 2014-es terápiás ajánlásában is két fő csoportra osztják az újonnan diagnosztizált betegeket, attól függően, hogy alkalmasak-e csontvelő átültetésre vagy sem. Amennyiben igen, úgy először indukciós kemoterápiás kezelésben részesítik, aminek célja a tumorsejtek elpusztítása, majd ezt követően a betegtől (autológ), vagy egy egészséges donortól (allogén) vérképző (hemopoetikus) őssejteket gyűjtenek. Elméletileg az allogén csontvelő átültetéssel lehetőség van a teljes, végleges gyógyulásra, azonban mivel a betegek többsége idős, és a beavatkozás magas halálozási aránnyal jár, ritkán és csak kiújuló betegség esetén alkalmazzák. Az autológ transzplantáció sokkal kisebb kockázattal jár, kiújulás esetén ismételhető és meghosszabbíthatja a beteg életét, de maradandó gyógyuláshoz nem vezet. A csontvelő átültetést követően ún. konszolidáló kezelést végeznek, melyre elsősorban immunmoduláns szereket (thalidomid, lenalidomid) és proteaszóma gátlókat (bortezomib) javasol az EMN.

A csontvelő átültetésre alkalmatlan betegeknél az EMN hosszabb (6-9 ciklus) indukciós kemoterápiát javasol, amelyre többek között az MPT (melfalán, prednizolon, thalidomid) és VMP (bortezomib, melfalán, prednizolon) kombinációkat tartják alkalmasnak, fenntartó kezelésként pedig a thalidomid, lenalidomid, bortezomib gyógyszerek jönnek számításba.

### Csontérintettségek kezelése
A betegek csontlézióinak kezelésére 2013-ban született nemzetközi ajánlás. A mielómás betegek jelentős részében van csontérintettség, mely jelentősen rontja a betegek életminőségét, és megrövidíti a túlélést is. A csontrendszer erősítésére biszfoszfonát kezelést javasolnak minden terápiában részesülő mielómás betegnek, függetlenól attól, hogy radiológiailag kimutatható-e csontérintettség. Kompressziós csigolyatörésekból adódó jelentős idegi fájdalom esetén ballonos csigolyaplasztikát (kifoplasztika) ajánlanak, amelynek során a törött csigolyába ballont helyeznek, és azt feltöltve szüntetik meg a csigolya deformitását és az idegek összenyomásából eredő fájdalmat. A fájdalomcsillapítás másik lehetősége az érintett terület kis dózisú (maximum 30 Gy) besugárzása, melyet azonban a 2013-as ajánlásban csak más módon nem csökkenthető panaszok esetén javasolnak. Sebészi kezelésre a súlyos, gerinc instabilitással járó csigolyatörések és a hosszú csöves csontok törései esetén lehet szükség, amely ilyenkor hematológus és ortopéd sebész szakorvos együttműködésével történik.

### Mellékhatások
A mielóma kezelésére használt szerek is rendelkeznek mellékhatásokkal. A bortezomib perifériás idegbántalmakat (perifériás polineuropátia) okoz, ami a gyógyszer mellőzését és ezáltal a terápia hatékonyságának csökkenését jelentheti. Emellett a bortezomib jelentős vérlemezkeszám csökkenést okozhat. A thalidomid és lenalidomid növeli a tromboembóliák kialakulásának valószínűségét, ezért a szereket kapó betegeket trombózist megelőző (profilaktikus) kezelésben részesítik.

## Prognózis
Az új terápiás lehetőségek ellenére a mielóma multiplex napjainkban még mindig gyógyíthatatlan betegségnek számít, ugyanakkor a pár évtizeddel ezelőtti viszonyokhoz képest jelentősen megváltozott a lefolyása. Amíg régebben csak a szteroidokkal kiegészített kemoterápia állt rendelkezésre, a várható átlagos túlélés 2-3 év volt. Az autológ csontvelő átültetés, az immunmoduláns és proteaszóma gátló gyógyszerek megjelenésével, valamint a szupportív kezelések fejlődésével ez nagyjából megduplázódott (kb. 4 év), és jelentősen javult a betegek életszínvonala is. Az összesített 5 éves várható túlélés a fejlett nyugati világban jelenleg 45; a 10 éves 30 százalék körüli, de a túlélést befolyásolja beteg életkora és a kísérőbetegségei is, a 44 évnél fiatalabb betegekben az előbbi 70; utóbbi 50 százalék. Újonnan diagnosztizált betegségnél a prognózis szempontjából fontos a stádium meghatározása is.

## Története

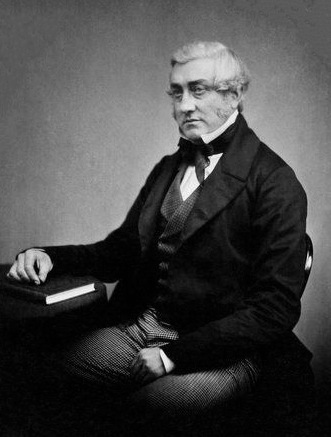
Henry Bence Jones, akiről a vizeletben található kóros paraprotein lett elnevezve (Bence Jones-fehérje)

Már az ókori egyiptomi csontvázakon is találtak mielómára utaló csontelváltozásokat, de az első dokumentált eset egy londoni sebészhez, Samuel Solly-hoz köthető, aki 1844-ben egy olyan 39 éves nőbeteg esetét közölte, akiben súlyos derékfájdalmak és fáradékonyság jelentkezett, később pedig csonttörések alakultak ki, végül a tünetek megjelenése után 4 évvel meghalt. Egy másik hasonló csontbetegségben szenvedő beteg vizeletmintájában Henry Bence Jones nagy mennyiségű fehérjét talált, melyről 1848-ban megjelent cikkében számolt be. A mielóma multiplex elnevezés a Strasbourgban dolgozó J. Von Rustizky orosz patológustól származik, aki egy 1873-as boncolás során többszörös lítikus csonttumorokat talált egy betegben. A kórképre sokáig Kahler betegségként hivatkoztak, a prágai professzor, Otto Kahler tiszteletére, aki 1889-ben közölte egy mielómás betegének híressé vált esetét. 1903-ban az angol Frederick Parkes Weber cikkében felismerte, hogy a vizeletben található fehérjék a csontvelőből származnak, és kimutatásuk esetén mielóma fennállása valószínűsíthető.

A normális plazmasejtek mikroszkopikus jellemzőit a magyar Marschalkó Tamás írta le 1895-ben. Az amerikai James Horner Wright 1900-ban vetette fel először, hogy a mielóma a plazmasejtekből indul ki. A vérszérum fehérjéinek elektroforetikus elválasztását a svéd Arne Tiselius dolgozta ki az 1930-as években, aki az albuminon kívül alfa, béta és gamma globulin frakciókat különített el. A módszert mielómás betegek vizsgálatára először Lewis G. Longsworth használta, aki az 1939-ben megjelent publikációjában számolt be a mielómára jellemző, gamma frakcióban detektálható keskeny fehérjecsúcsról. 1961-ben a svéd Jan Gösta Waldenström jellemezte az elektroforézissel leírt mono- és poliklonális hipergammaglobulinémiákat, előbbit elsősorban daganatos betegségekkel hozta összefüggésbe, míg utóbbit inkább gyulladásos jelenségnek tartotta. Mivel nem minden monoklonális fehérjetöbblettel járt klinikailag tumor, bevezette a "jóindulatú monoklonális fehérje" (angolul: benign monoclonal protein) fogalmát, amelyet ma az MGUS-al társítanak.

## Állatokban

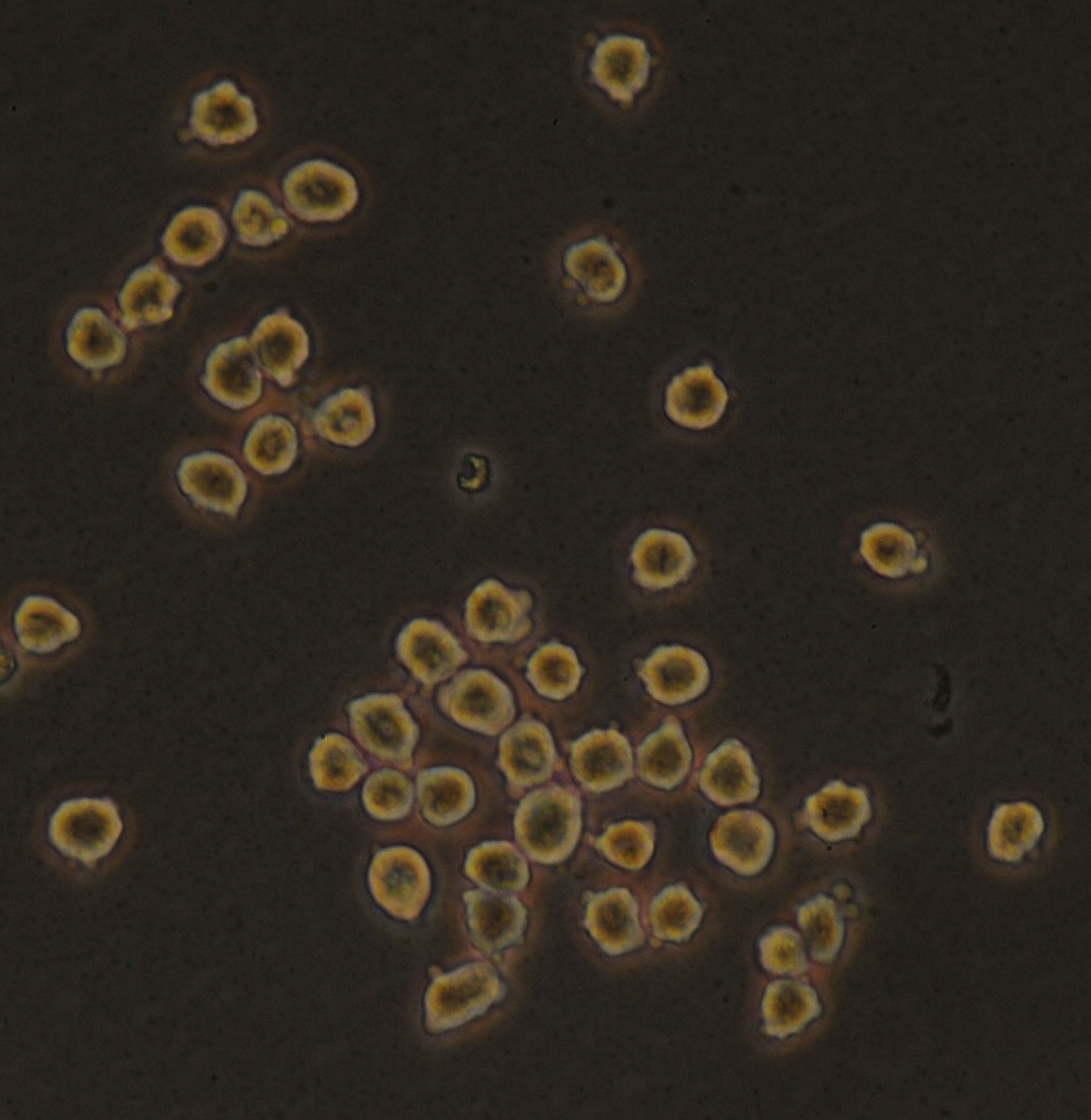
Hibridóma sejtek egy szövettenyésztő médiumban

A betegség nem csak emberben fordul elő, kialakulhat kutyákban, macskákban, lovakban, rágcsálókban, amit a betegség kísérleti körülmények közötti tanulmányozására is felhasználnak, például in vivo egérmodelleken.

A különböző állati nem-szekretoros mielóma (NSMM) sejtvonalaknak komoly biotechnológiai jelentősége van, mivel a monoklonális antitestek előállításához szükséges hibridómák létrehozása ezek segítségével történik.

## Ajánlott irodalom, külső linkek
- (en) Swerdlow S.H., Campo E., Harris N.L., Jaffe E.S., Pileri S.A., Stein H., Thiele J., Vardiman J.W. (szerk.): WHO Classification of Tumours of Haematopoietic and Lymphoid Tissues (Fourth Edition), International Agency for Research on Cancer, 2008. Lyon, ISBN 978-92-832-2431-0
- (en) Thomas Moehler, Hartmut Goldschmidt (szerk.): Multiple Myeloma, Springer, 2011. Verlag Berlin Heidelberg, ISBN 978-3-540-85771-6
- Daganatok.hu: Lehetőségek a mielóma multiplex kezelésére
- A Magyar Hematológiai és Transzfúziológiai Társaság honlapja
- A Magyar Onkohematológiai Betegekért Alapítvány hivatalos honlapja
- International Myeloma Working Group honlapja (angol)